# Череповецкий уезд
Череповецкий уезд — один из уездов Новгородской губернии и наместничества (1777—1796; 1802—1918), а затем Череповецкой губернии (1918—1927). Уездный город — Череповец.

## География
До Октябрьской революции 1917 года уезд располагался на востоке Новгородской губернии, в 400 км от губернского города Новгорода.

### Современное положение
В настоящее время территория уезда (в границах на 1917 год) входит в состав Кадуйского, Череповецкого и Шекснинского районов Вологодской области. Часть территории затоплена Рыбинским водохранилищем.

## История
Уезд был образован в 1776 году в составе Новгородского наместничества.
В соответствии с указом императора Павла I от 12 декабря 1796 года «О новом разделении государства на губернии» было предписано упразднить города, «которые окажутся лишними». Санкт-Петербургский военный губернатор генерал от инфантерии Н. П. Архаров, управляющий Новгородской и Тверской губерниями, представил в Сенат предложения об упразднении Череповца и включении Череповецкого уезда в состав Устюженского уезда.
24 апреля 1802 года, Сенат издал указ «О восстановлении заштатных городов разных губерний», согласно которому в числе восстановленных значился и город Череповец, к которому приписывался уезд.
26 марта 1918 года собравшиеся в Череповце представители пяти уездов — Тихвинского, Белозерского, Кирилловского, Устюженского и Череповецкого, — направили в Совет Народных Комиссаров СССР ходатайство о создании из этих уездов отдельной Череповецкой губернии.
В апреле 1918 года восемь северо-западных губерний — Петроградская, Новгородская, Псковская, Олонецкая, Архангельская, Вологодская, Череповецкая и Северодвинская — были объединены в Союз коммун Северной области, который, уже в 1919 году был упразднён. К Череповецкому уезду были присоединены часть Мусорской и Хмелёвской волостей Пошехонско-Володарского уезда Ярославской губернии.

### Упразднение
В 1927 году территория упразднённого Череповецкого уезда вошла в состав Череповецкого округа Ленинградской области. Одновременно город Череповец получил статус города окружного подчинения Череповецкого округа Ленинградской области.

## Население
По переписи 1897 года, Череповецкий уезд был третьим по численности уездом в Новгородской губернии. В нём проживало 157495 человек. 

## Административно-территориальное устройство
В 1890 году в состав уезда входило 32 волости
| № п/п | Волость          | Волостное правление | Число селений | Население |
| ----- | ---------------- | ------------------- | ------------- | --------- |
| 1     | Андогская        | д. Вахонькино       | 44            | 5865      |
| 2     | Богословская     | д. Ельнинская       | 40            | 6724      |
| 3     | Воронинская      | с. Воронино         | 32            | 5308      |
| 4     | Горская          | с. Ваучь            | 25            | 6477      |
| 5     | Даргунская       | д. Ульяново         | 8             | 1712      |
| 6     | Дементьевская    | д. Дементьево       | 30            | 4905      |
| 7     | Дмитриевская     | с. Дмитриево        | 20            | 3789      |
| 8     | Ивановская       | с. Ивановское       | 17            | 2310      |
| 9     | Ковжская         | д. Демидово         | 28            | 3149      |
| 10    | Колоденская      | с. Гришчино         | 9             | 2322      |
| 11    | Луковская        | с. Луковец          | 11            | 2754      |
| 12    | Любецкая         | с. Любец            | 10            | 3160      |
| 13    | Мороцкая         | д. Большой Двор     | 18            | 2874      |
| 14    | Нелазская        | с. Борисоглебское   | 18            | 3144      |
| 15    | Ольховская       | с. Ольхово          | 12            | 3655      |
| 16    | Пачевская        | д. Пача             | 39            | 5219      |
| 17    | Петриневская 1-я | д. Пермянинская     | 30            | 4833      |
| 18    | Петриневская 2-я | д. Поповская        | 30            | 4834      |
| 19    | Починсковская    | д. Большой Починок  | 94            | 7150      |
| 20    | Прягаевская      | д. Юрино            | 56            | 4619      |
| 21    | Пустородицкая    | д. Селище           | 30            | 3020      |
| 22    | Самосорская      | с. Лосиново         | 9             | 2802      |
| 23    | Смердячская      | д. Смердяч          | 13            | 1398      |
| 24    | Уломская         | пог. Улома          | 28            | 6993      |
| 25    | Усищевская       | с. Усищево          | 37            | 5545      |
| 26    | Устье-Угольская  | с. Никольское       | 30            | 3264      |
| 27    | Хотавецкая       | д. Хотава           | 7             | 1115      |
| 28    | Чаромская        | с. Чаромское        | 83            | 6753      |
| 29    | Шухободская      | с. Шухободь         | 35            | 6395      |
| 30    | Шухтовская       | с. Покровское       | 33            | 3219      |
| 31    | Ягановская       | д. Сологость        | 60            | 5199      |
| 32    | Федотораменская  | д. Средний Двор     | 18            | 3215      |

В 1913 году в состав уезда также входило 32 волости.
На 1880 год уезд состоял из следующих волостей
- Колоденская (10 селений)
- Горская ( 25 селений)
- Дмитриевская (25 селений)
- Уломская (28 селений)
- Луковская (11 селений)
- Хотавецкая (6 селений)
- Мороцкая (33 селения)
- Самосорская ( 9 селений)
- Ольховская (12 селений)
- Любецкая  9 селений)
- Воронинская (32 селения)
- Усищевская (37 селений)
- Даргунская- (8 селений)
- Усть-Угольская ( 31 селение)
- Починковская (94 селения)
- Пачевская (37 селений)
- Богословская ( 42 селения)
- Дементьевская (31 селение)
- Шухободская(33 селения)
- Нелазская (14 селений)
- Шухтовская (38 селений)
- Андогская (43 селения)
- Пусторадицкая (25 селений)
- Прягаевская ( 54 селения)
- Федото-Раменская ( 20 селений)
- Петриневская (56 селений)
- Ивановская (21 селение)
- Ягановская (63 селения)
- Ковжинская ( 29 селений)
- Чаромская (85 селений)